# Camilla Ackerfors
Eva Camilla Margareta Ackerfors, född 16 juli 1970, är en svensk före detta fotbollsspelare (anfallare), senare verksam som fotbollstränare.

## Spelarkarriär
Ackerfors spelade 13 säsonger i damallsvenskan. Hon gick inför säsongen 1989 från Styrsö BK till Gais, där hon spelade till 1991. 1992–1993 spelade hon för Öxabäcks IF. Hon gick sedan till Jitex BK, där hon spelade tills hon inför säsongen 1998 värvades till Landvetters IF. Under sitt första år med Landvetter tilldelades hon Kristallkulan som Västsveriges bästa fotbollsspelare. 2001 gick hon till Holmalunds IF. Klubben åkte samma år ur allsvenskan, men Ackerfors blev kvar till och med säsongen 2006.
Ackerfors spelade 7 A-landskamper (1 mål) för Sverige mellan 1995 och 1998.

## Tränarkarriär
Ackerfors har haft tränaruppdrag för Kungsbackaklubbarna Åsa IF, Tölö IF och Onsala BK. Hon har även arbetat som spelarutvecklare för Göteborgs Fotbollsförbund och ingått i teamet runt flicklandslaget. Hon hade därefter tränaruppdrag för finländska Vasa IFK innan hon 2022 blev huvudtränare för BK Häcken FF:s F19-lag.